# المونت (کالیفرنیا)
المونت، کالیفرنیا (به انگلیسی: Almonte, California) یک منطقهٔ مسکونی در ایالات متحده آمریکا است که در ایالت کالیفرنیا واقع شده‌است.

## خصوصیات
المونت ۶ متر بالاتر از سطح دریا واقع شده‌است.